# Luis Alberto López
Luis Alberto López López, noto semplicemente come Luis López (Guadalupe, 25 agosto 1993), è un calciatore messicano, difensore dell'Atlético Morelia.

## Caratteristiche tecniche
È un difensore centrale.

## Carriera
Cresciuto nel settore giovanile del Monterrey, ha esordito in prima squadra il 24 ottobre 2012 disputando l'incontro di CONCACAF Champions League vinto 6-0 contro il Chorrillo.